# Символы гендера

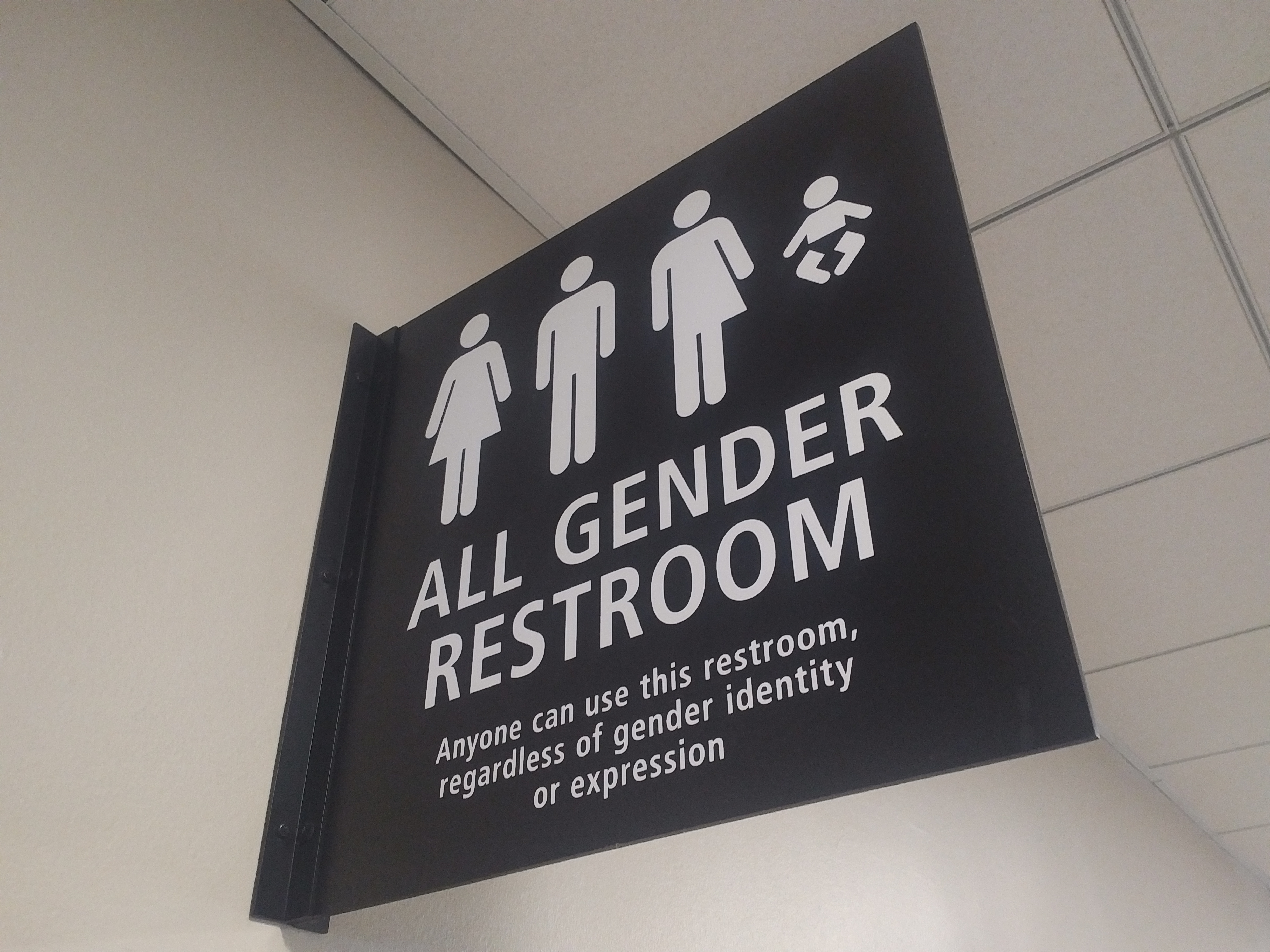
Вывеска туалета для представителей всех гендеров в аэропорту Сан-Диего.

Си́мволы ге́ндера — условные и изобразительные знаки (символы) используемые для обозначения гендера.
Для обозначения биологического пола и гендера принято использовать определённые изобразительные символы, буквы и так далее.

## Исходные символы
Два первых символа для обозначения пола были заимствованы из астрономических обозначений. Впервые их стал использовать Карл Линней в 1751 году для обозначения пола растений.
| ♀ | Символ женщины (U+2640 ♀ female sign), а также астрономический символ Венеры и алхимический символ меди. Используется для обозначения женского пола и/или женского гендера. Обычно его называют «зеркалом Венеры».             |
| ♂ | Символ мужчины (U+2642 ♂ male sign), а также астрономический символ Марса и алхимический символ железа. Используется для обозначения мужского пола и/или мужского гендера. Иногда этот символ называют «щитом и копьём Марса». |

## Символы гендера
Существует множество гендерных символов, основанных на символе Венеры и Марса:
| ⚥  | Совмещённые мужской и женский символ (U+26A5 ⚥ male and female sign). Используется для обозначения интерсексуальности и андрогинности, а также гермафродитизма в энтомологии.              |
| ⚧  | Символ трансгендерности, комбинация женского и мужского символа с третьей, совмещённой «ручкой», представляющей трансгендерных людей (U+26A7 ⚧ male with stroke and male and female sign). |
| ⚦  | Другой символ трансгендерности, а также алхимический символ железа или крокуса (U+26A6 ⚦ male with stroke sign).                                                                           |
|    | Символ небинарной гендерной идентичности, а также алхимический символ cублимата сурьмы (U+1F72C 🜬 non-binary symbol).                                                                      |
| ⚪ | Окружность среднего размера, заполненная белым (U+26AA ⚪ medium white circle︎), используется для обозначения агендерности — отсутствия гендерной идентичности.                             |

## Символы сексуальной ориентации
Символы сексуальной ориентации, включённые в Юникод 13.0:
U+26A4 ⚤ male with stroke and male and female signСцепленный «мужской» и «женский» знаки как символ гетеросексуальности (с Юникода 13.0, в предыдущих версиях — символ бисексуальности).
U+26A2 ⚢ doubled female signДва сцепленных «женских» знака как символ лесбиянства.
U+26A3 ⚣ doubled male signДва сцепленных «мужских» знака как символ мужской гомосексуальности.

## Символика на дверях туалетов
На дверях туалетов:
- М — для мужчин, M — men;
- Ж — для женщин, W — women.

В разделе Юникода Transport and Map Symbols присутствуют символы для уборных: U+1F6B9 🚹 mens symbol (мужская), U+1F6BA 🚺 womens symbol (женская) и U+1F6BB 🚻 restroom (унисекс уборная), а также символ мальчиков (U+1F6C9 🛉 boys symbol) и девочек (U+1F6CA 🛊 girls symbol).

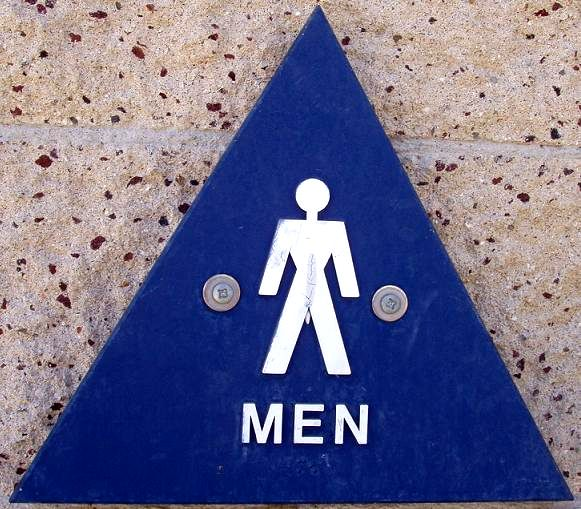
Треугольник с условным изображением и надписью.
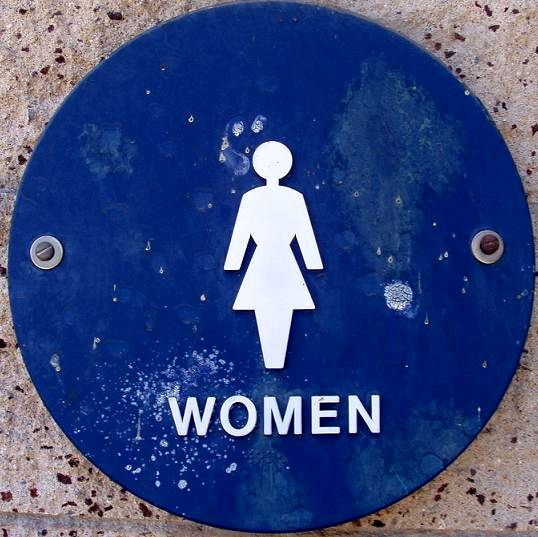
Круг с условным изображением и надписью.
Стандарное обозначение созданное Американским институтом графических искусств

### Иные обозначения полов и гендеров на дверях туалетов

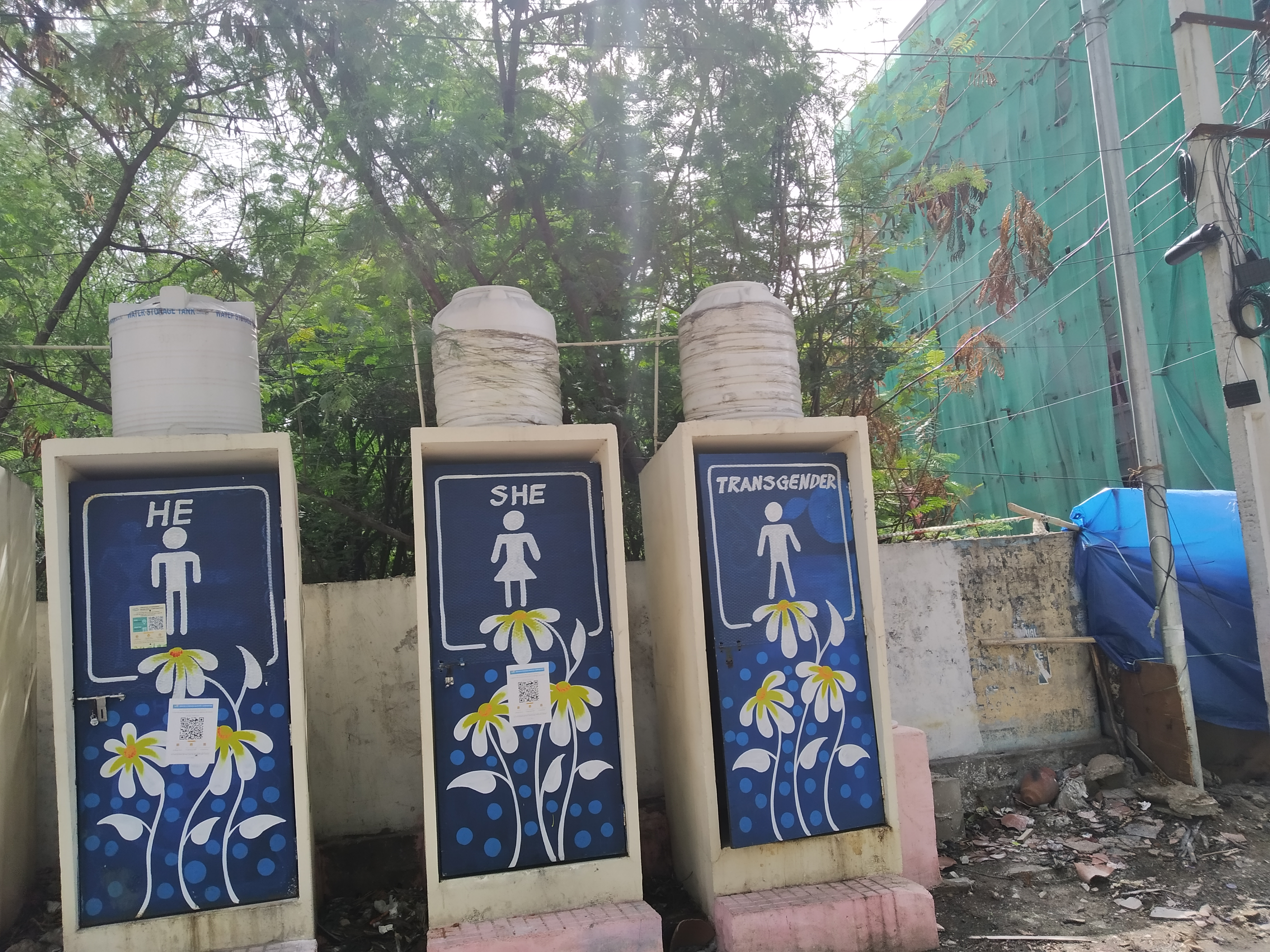
Индия
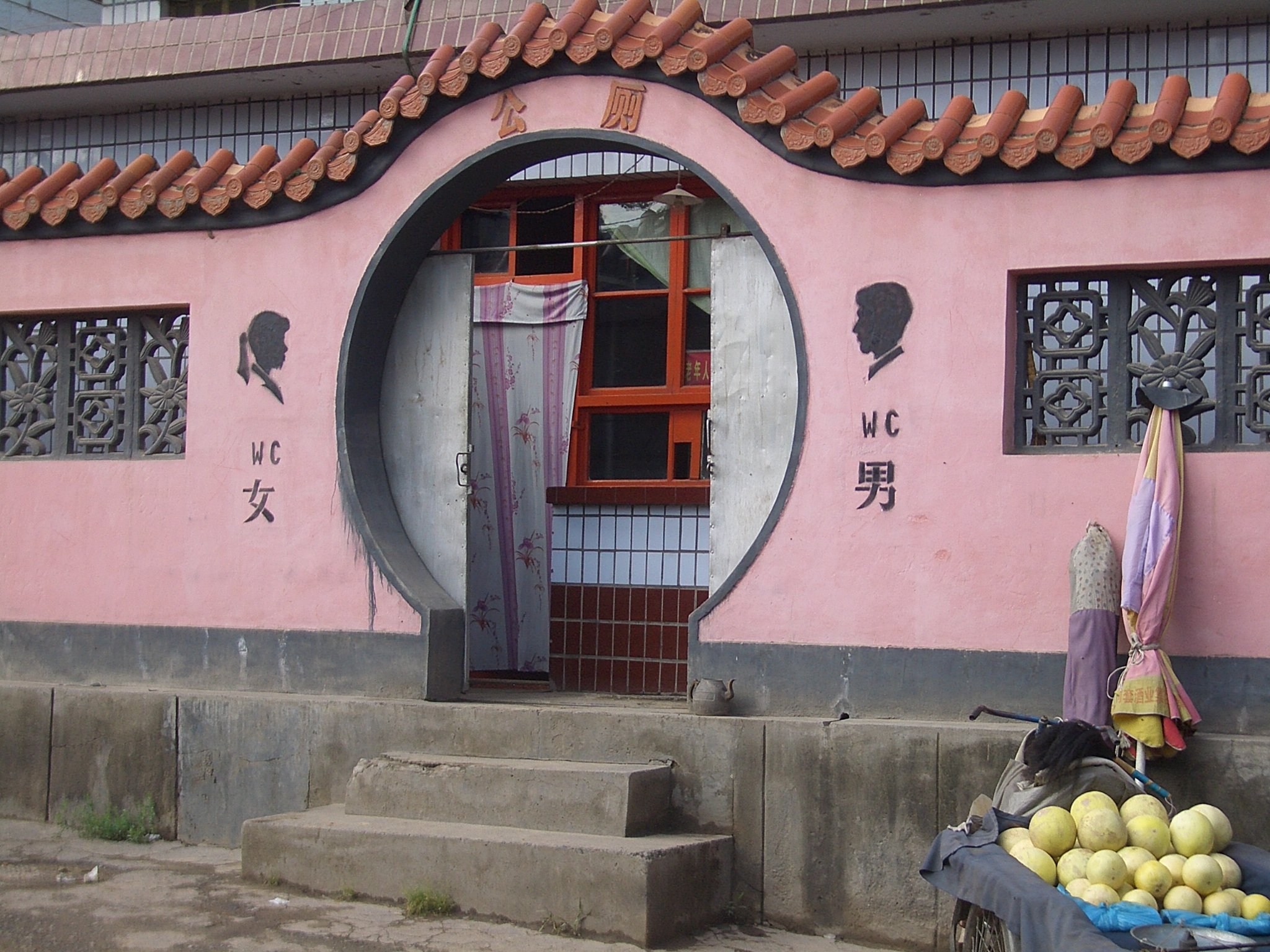
Китай
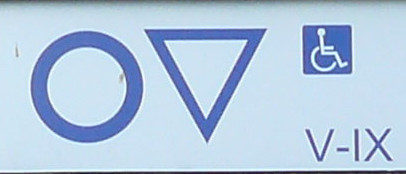
Польша
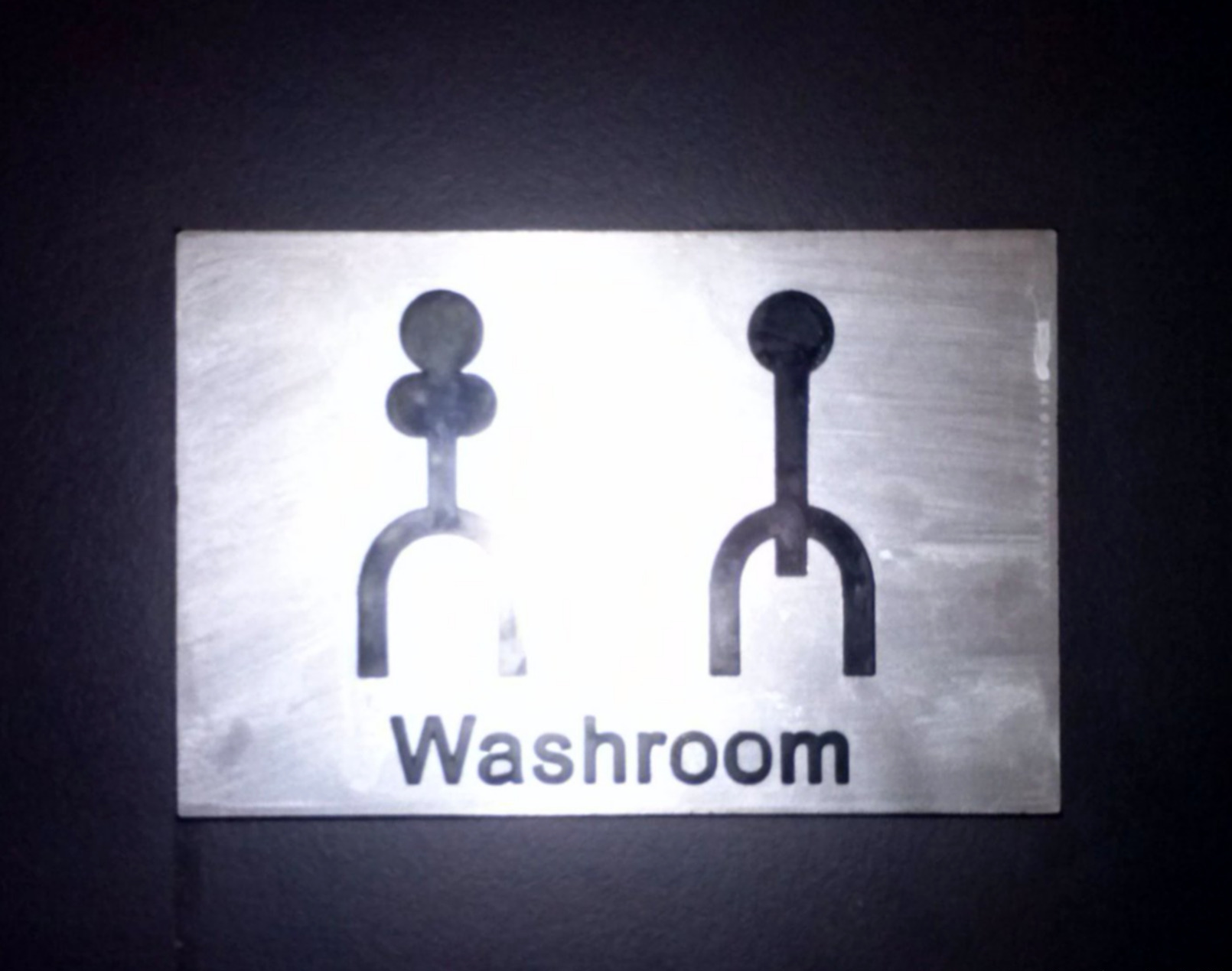
Австрия
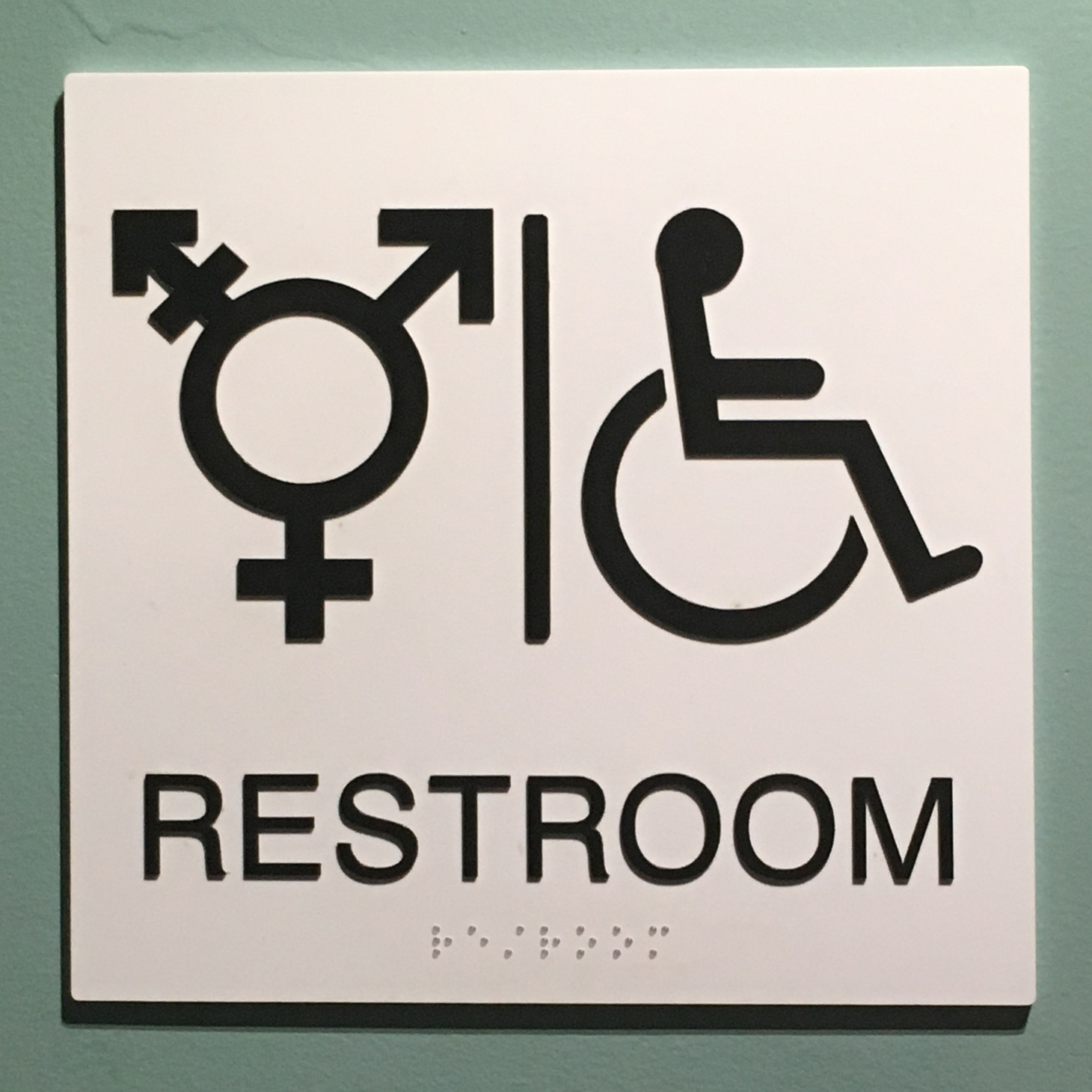
США
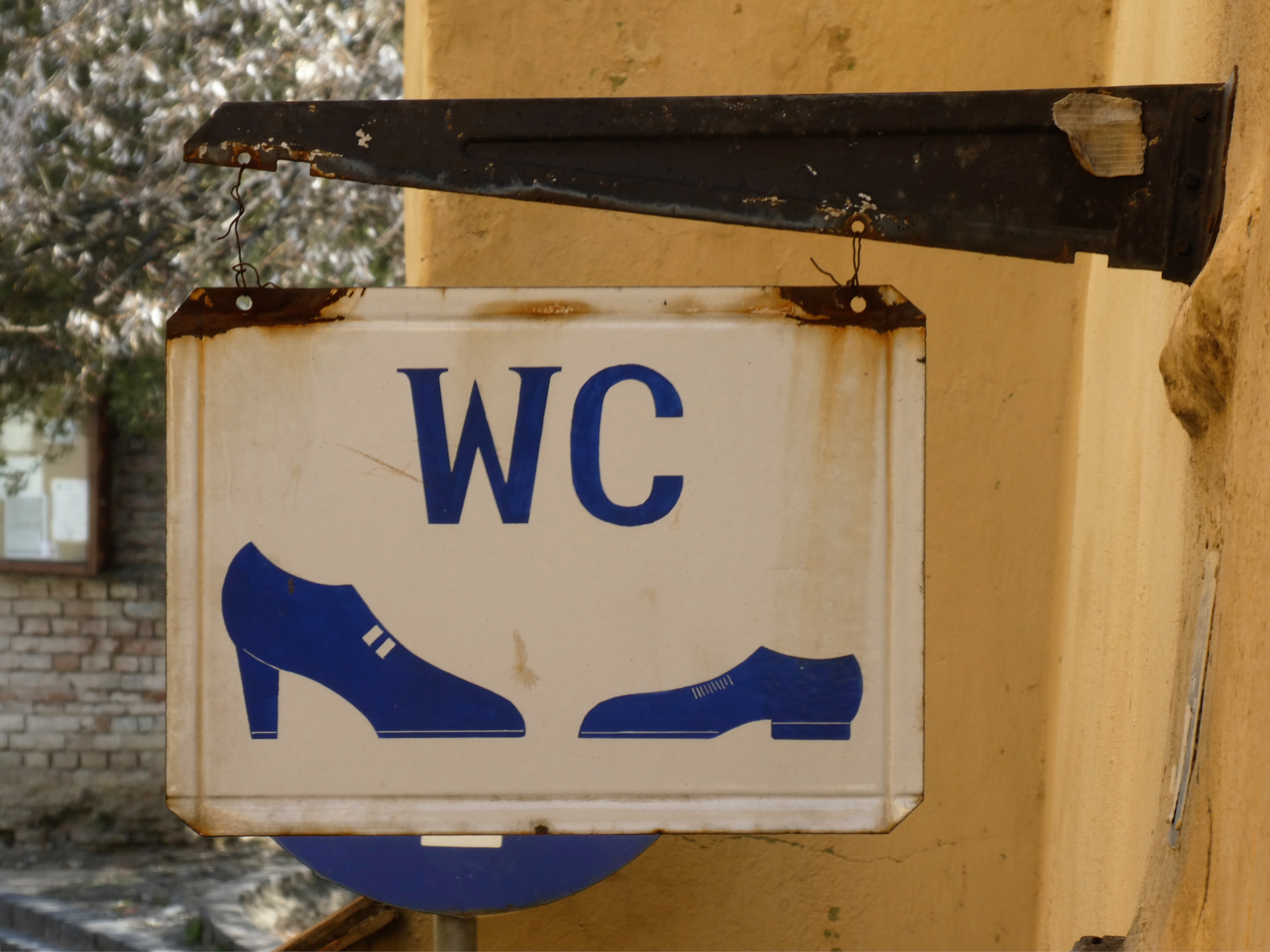
Румыния

## Схожие символы
Алхимические символы железа (U+26A9 ⚩ horizontal male with stroke sign, U+26A8 ⚨ vertical male with stroke sign), и астрономические символы символы Меркурия (U+263F ☿ mercury) и Земли (U+2641 ♁ earth) имеют внешне схожее очертание с гендерными символами.